# Облога Падіса
Облога Падіса — епізод заключного етапу Лівонської війни, в якому шведське військо спільно з ревельськими ландскнехтами обложило нечисленний московський гарнізон естонської фортеці Падіс (рос. Падца) під керівництвом старого воєводи Данила Чихачова. Облога пройшла 1580 року.
Сусідна до Ревелю фортеця перебувала під московським контролем із лютого 1576 року, коли капітулювала після дводенної облоги. За чотири роки московський гарнізон значно перебудував оборонні споруди колишнього монастиря, додавши нові мури та вежі за рахунок розібраних монастирських споруд.
Восени 1580 Швеція, будучи в союзі з Річчю Посполитою, почала наступ на московські володіння в Лівонії. Падіс був обложений, проте захисники фортеці навідріз відмовлялися капітулювати, вбивши зокрема шведського парламентаря Ганса Еріксона. Гарнізон відбивав шведські спроби нападів протягом 13 тижнів, зазнаючи величезних поневірянь і голоду. Протягом облоги фортеця зазнавала інтенсивних артилерійських обстрілів та суттєво постраждала. За даними Карамзіна, оволодівши фортецею після вирішального штурму, шведи виявили не людей, а тіні, і вбили всіх їх, за винятком молодого князя Михайла Сицького.
Облога Падіса описана у Балтазара Руссова.